# Indicateur du développement
Pour les articles homonymes, voir Indicateur et Développement.
Les indicateurs du développement permettent de mesurer le développement. Ce dernier étant un phénomène complexe et multidimensionnel, sa mesure quantitative à travers des indicateurs est difficile. Plusieurs générations d'indicateurs, de plus en plus riches, se sont donc succédé :
Le niveau de vie mesuré par le produit par habitant (PIB/tête) est le plus connu. La Banque mondiale dresse une typologie des pays à partir de cet indicateur (pays à faible revenu, pays à revenu intermédiaire, pays à revenu élevé). Cela permet de montrer les fortes disparités existantes entre les pays. Mais le revenu par habitant souffre de nombreuses limites.
Au cours des années 1990 des indicateurs synthétiques ont vu le jour. Le PNUD publie l'indicateur de développement humain (IDH) dans son rapport sur le développement humain. L'IDH prend en compte le caractère multidimensionnel du développement. L'inégalité n'est pas prise en compte dans cet indice. L'indicateur de pauvreté humaine (IPH) permet de prendre en compte les inégalités en matière de besoins fondamentaux. Le PNUD publie d'autres indicateurs : IDH corrigé des inégalités sexuelles (indicateur sexo-spécifique du développement humain ISDH), indicateur de participation des femmes…
Plus récemment, l'ONU a amélioré la mesure du développement en créant une batterie de nouveaux indicateurs de développement, dans le cadre des « Objectifs du millénaire pour le développement » (OMD).
Les Objectifs du Millénaire pour le développement, à atteindre d'ici à 2015, sont les suivants : 
- Réduire de moitié l'extrême pauvreté et la faim ;
- Réduire de trois quarts la mortalité maternelle ;
- Assurer l'éducation primaire pour tous ;
- Combattre les maladies, en particulier le VIH/sida et le paludisme ;
- Promouvoir l'égalité des sexes et l'autonomisation des femmes ;
- Assurer un environnement durable ;
- Réduire de deux tiers la mortalité des enfants de moins de 5 ans ;
- Mettre en place un partenariat mondial pour le développement.

Dans l'édition 2016 de ses indicateurs de développement, la Banque mondiale a pour la première fois renoncé à distinguer les « pays en développement » des « pays développés ». Une catégorisation devenue obsolète selon l'institution.